# Rhynchospora umbraticola
Rhynchospora umbraticola är en halvgräsart som beskrevs av Eduard Friedrich Poeppig och Carl Sigismund Kunth. Rhynchospora umbraticola ingår i släktet småag, och familjen halvgräs.
Artens utbredningsområde är Peru. Inga underarter finns listade i Catalogue of Life.